# Olympische Sommerspiele 2000/Leichtathletik – Hammerwurf (Männer)

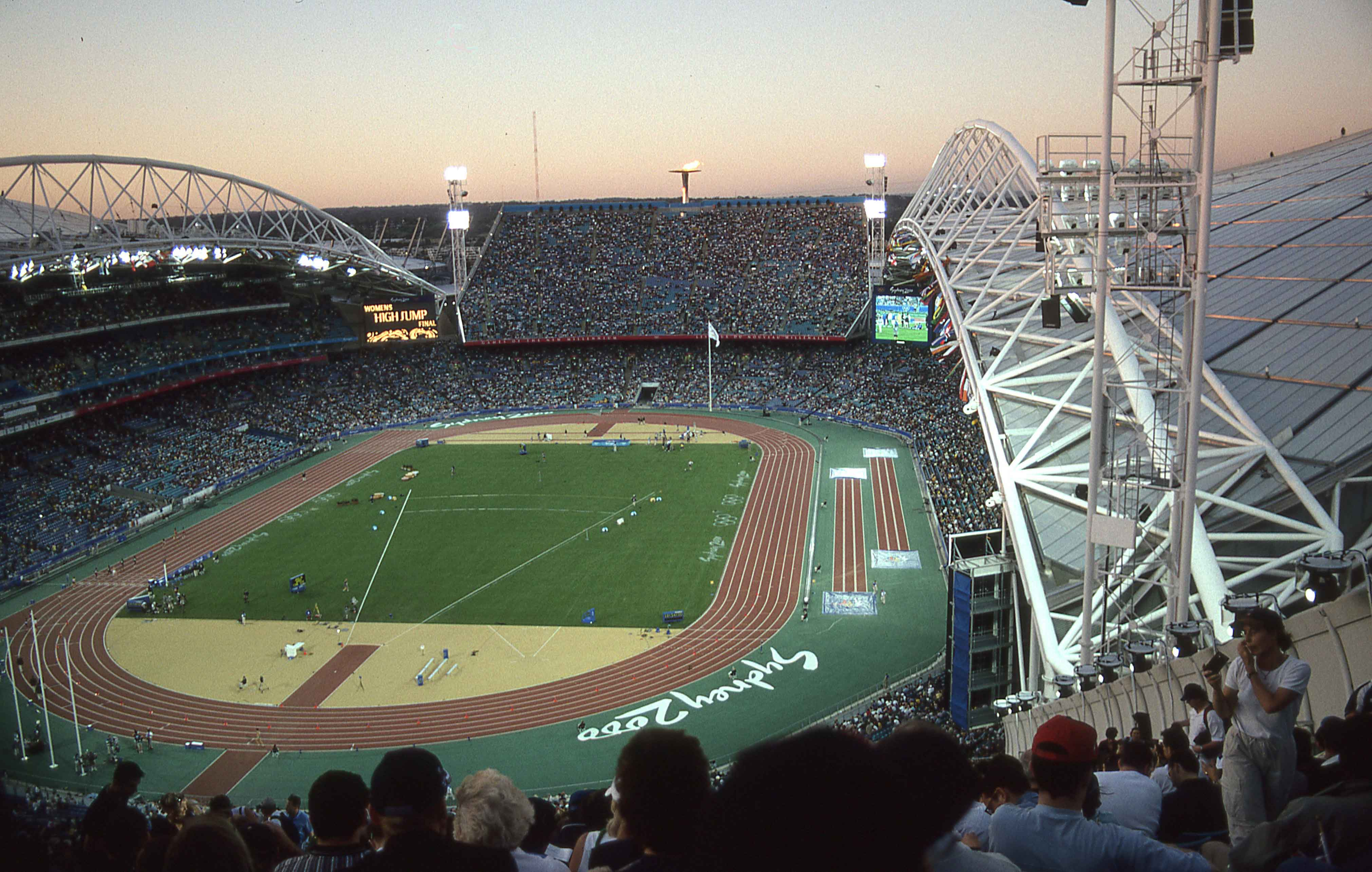
Das frühere ANZ Stadium von Sydney während der Olympischen Spiele 2000

Der Hammerwurf der Männer bei den Olympischen Spielen 2000 in Sydney wurde am 23. und 24. September 2000 im Stadium Australia ausgetragen. 44 Athleten nahmen teil.
Olympiasieger wurde der Pole Szymon Ziółkowski. Er gewann vor dem Italiener Nicola Vizzoni und dem Weißrussen Ihar Astapkowitsch.
Mit Markus Esser, Karsten Kobs und Heinz Weis nahmen drei Deutsche am Wettkampf teil. Alle drei scheiterten in der Qualifikation.

Athleten aus der Schweiz, Österreich und Liechtenstein waren nicht dabei.

## Aktuelle Titelträger
| Olympiasieger 1996                      | Balázs Kiss ( Ungarn)             | 81,24 m                      | Atlanta 1996                 |
| Weltmeister 1999                        | Karsten Kobs ( Deutschland)       | 80,24 m                      | Sevilla 1999                 |
| Europameister 1998                      | Tibor Gécsek ( Ungarn)            | 82,87 m                      | Budapest 1998                |
| Panamerikanischer Meister 1999          | Lance Deal ( USA)                 | 79,61 m                      | Winnipeg 1999                |
| Zentralamerika und Karibik-Meister 1999 | Hammerwurf nicht ausgetragen      | Hammerwurf nicht ausgetragen | Hammerwurf nicht ausgetragen |
| Südamerika-Meister 1999                 | Juan Ignacio Cerra ( Argentinien) | 72,09 m                      | Bogotá 1999                  |
| Asienmeister 2000                       | Wataru Ebihara ( Japan)           | 69,50 m                      | Jakarta 2000                 |
| Afrikameister 2000                      | Samir Haouam ( Algerien)          | 69,38 m                      | Algier 2000                  |
| Ozeanienmeister 2000                    | Brentt Jones ( Norfolkinsel)      | 55,01 m                      | Adelaide 2000                |

## Bestehende Rekorde
| Weltrekord         | 86,74 m | Jurij Sedych ( Sowjetunion)    | Stuttgart, damals BR Deutschland (heute Deutschland) | 30. August 1986    |
| Olympischer Rekord | 84,80 m | Sergei Litwinow ( Sowjetunion) | Finale OS Seoul, Südkorea                            | 26. September 1988 |

Der bestehende olympische Rekord wurde bei diesen Spielen nicht erreicht. Der weiteste Wurf gelang dem polnischen Olympiasieger Szymon Ziółkowski, der mit seinen 80,02 m, erzielt in seinem vierten Versuch des Finales am 24. September, als einziger Werfer die 80-Meter-Marke übertraf. Damit blieb er 4,78 m unter dem Olympia- und 6,72 m unter dem Weltrekord.

## Legende
Kurze Übersicht zur Bedeutung der Symbolik – so üblicherweise auch in sonstigen Veröffentlichungen verwendet:
| – | verzichtet |
| x | ungültig   |

Anmerkungen zu zwei Angaben:
- Alle Zeitangaben sind auf Ortszeit Sydney (UTC+10) bezogen.
- Alle Weiten sind in Metern (m) angegeben.

## Qualifikation
Für die Qualifikation wurden die Athleten in zwei Gruppen gelost. Fünf Teilnehmer (hellblau unterlegt) übertrafen die direkte Finalqualifikationsweite von 77,50 m. Damit war die Mindestanzahl von zwölf Finalteilnehmern nicht erreicht. So wurde das Finalfeld mit sieben weiteren Wettbewerbern (hellgrün unterlegt) aus beiden Gruppen nach den nächstbesten Weiten aufgefüllt und es reichten schließlich 76,61 m zur Finalteilnahme.

### Gruppe A

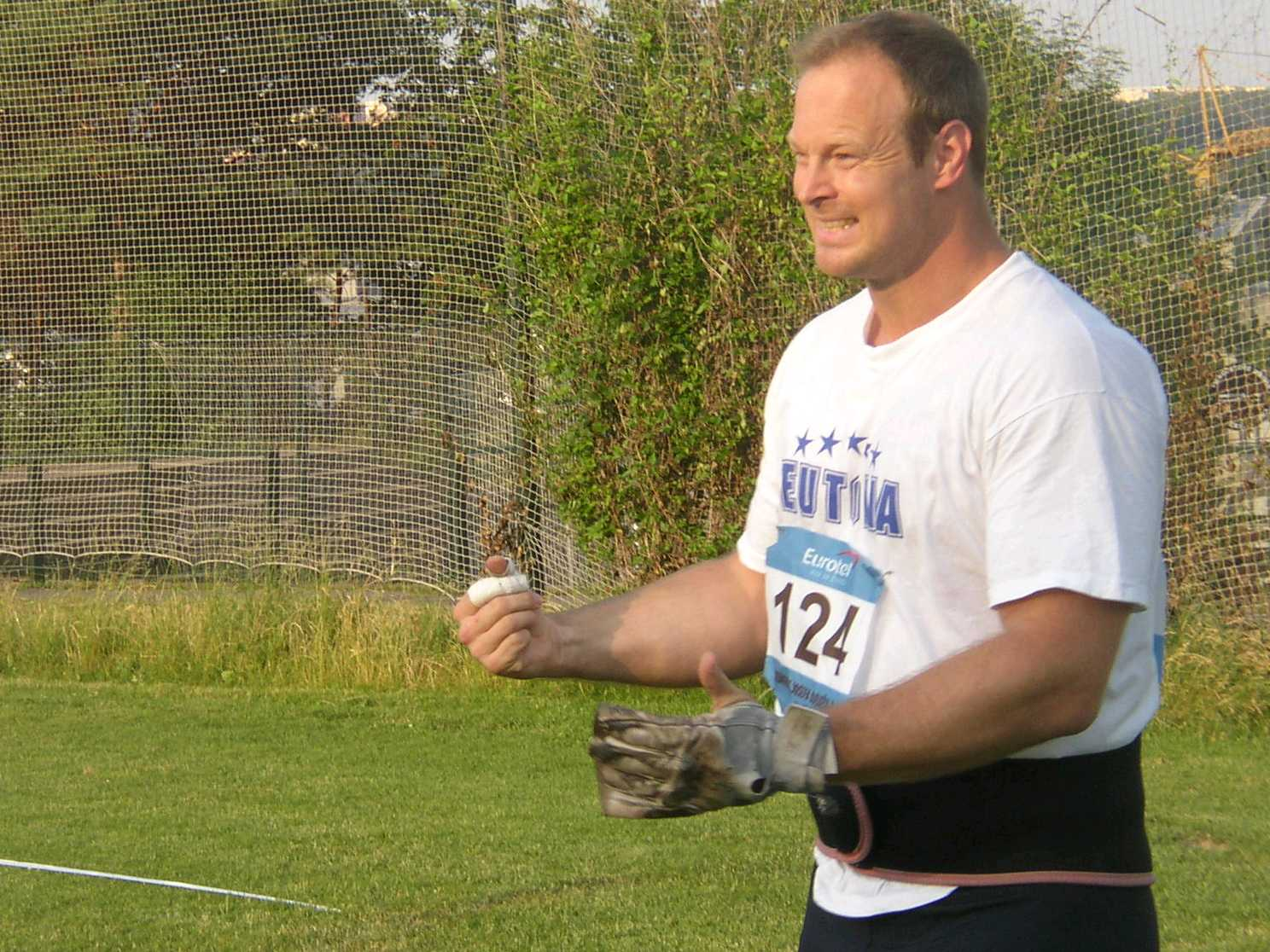
Karsten Kobs – ausgeschieden in der Qualifikationsgruppe A mit 72,29 m
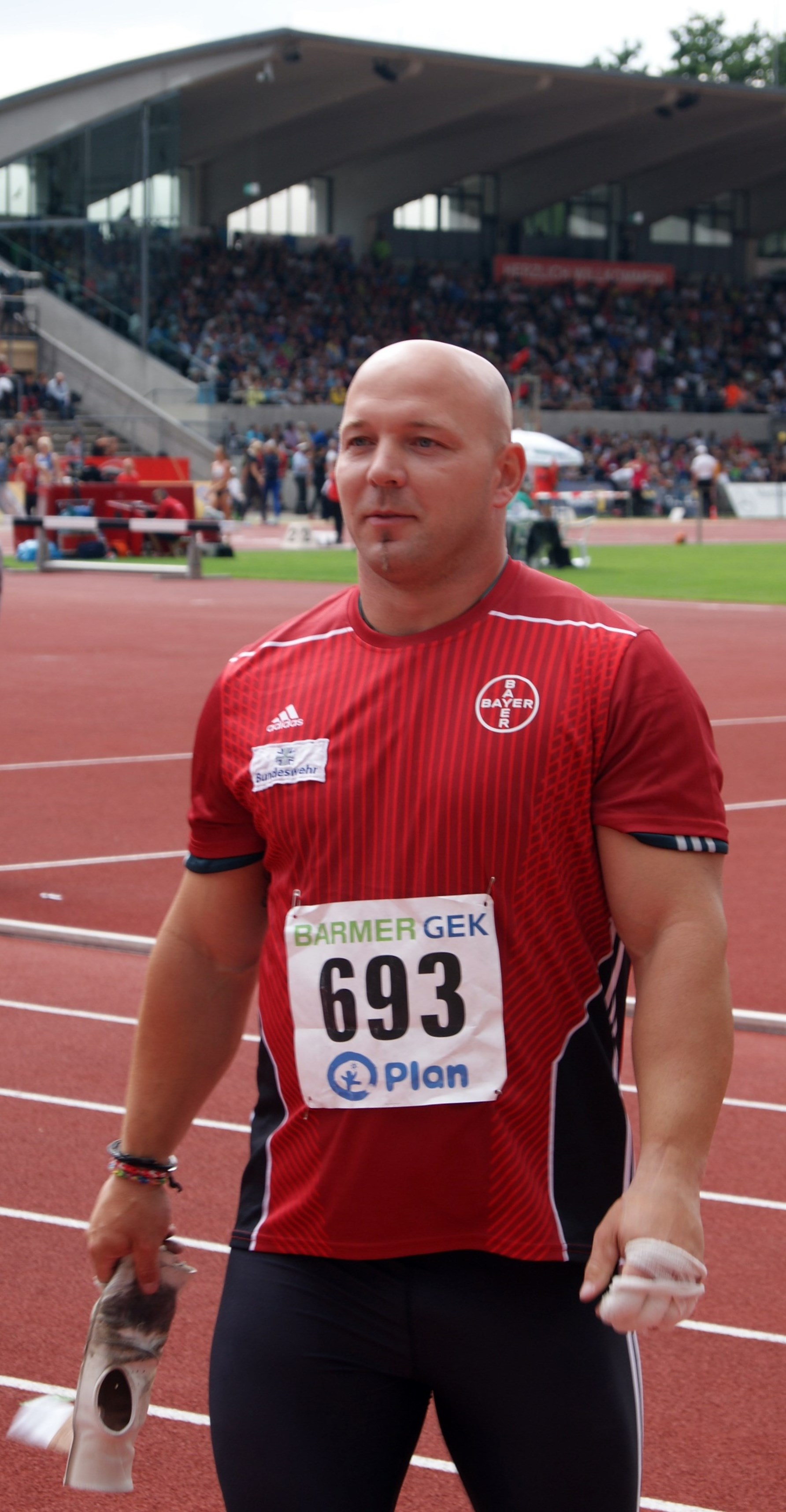
Markus Esser – ausgeschieden in der Qualifikationsgruppe A mit 69,51 m

23. September 2000, 10:00 Uhr
| Platz | Name              | Nation      | 1. Versuch | 2. Versuch | 3. Versuch | Weite |
| ----- | ----------------- | ----------- | ---------- | ---------- | ---------- | ----- |
| 1     | Andrij Skwaruk    | Ukraine     | 79,55      | –          | –          | 79,55 |
| 2     | Kōji Murofushi    | Japan       | 78,49      | –          | –          | 78,49 |
| 3     | Szymon Ziółkowski | Polen       | 77,81      | –          | –          | 77,81 |
| 4     | Nicola Vizzoni    | Italien     | 75,31      | 77,56      | –          | 77,56 |
| 5     | Tibor Gécsek      | Ungarn      | 75,97      | x          | 77,33      | 77,33 |
| 6     | Ilja Konowalow    | Russland    | 77,07      | 76,93      | 74,29      | 77,07 |
| 7     | Iwan Zichan       | Belarus     | 76,43      | 76,90      | x          | 76,90 |
| 8     | Vladimír Maška    | Tschechien  | x          | 76,70      | 75,62      | 76,70 |
| 9     | Pavel Sedláček    | Tschechien  | 74,66      | 72,71      | 75,33      | 75,33 |
| 10    | Gilles Dupray     | Frankreich  | x          | 74,71      | 75,05      | 75,05 |
| 11    | Oleksandr Krykun  | Ukraine     | 74,83      | 72,49      | 74,17      | 74,17 |
| 12    | Zsolt Németh      | Ungarn      | 73,95      | x          | x          | 73,95 |
| 13    | Stuart Rendell    | Australien  | 67,67      | 72,78      | x          | 72,78 |
| 14    | András Haklits    | Kroatien    | x          | x          | 72,66      | 72,66 |
| 15    | Karsten Kobs      | Deutschland | 72,29      | x          | 71,65      | 72,29 |
| 16    | Markus Esser      | Deutschland | x          | 69,51      | x          | 69,51 |
| 17    | Kevin McMahon     | USA         | 69,48      | 65,97      | x          | 69,48 |
| 18    | Vítor Costa       | Portugal    | 67,07      | 68,79      | 68,89      | 68,89 |
| 19    | Roman Rozna       | Moldau      | x          | 68,01      | 62,46      | 68,01 |
| 20    | Patrick McGrath   | Irland      | 67,00      | 64,09      | 64,35      | 67,00 |
| 21    | Witali Chojatelew | Usbekistan  | 60,55      | 64,53      | 65,04      | 65,04 |

### Gruppe B
23. September 2000, 12:15 Uhr
| Platz | Name                     | Nation       | 1. Versuch | 2. Versuch | 3. Versuch | Weite |
| ----- | ------------------------ | ------------ | ---------- | ---------- | ---------- | ----- |
| 1     | Ihar Astapkowitsch       | Belarus      | 79,81      | –          | –          | 79,81 |
| 2     | David Chaussinand        | Frankreich   | 77,12      | x          | x          | 77,12 |
| 3     | Loris Paoluzzi           | Italien      | x          | 73,63      | 76,91      | 76,91 |
| 4     | Alexandros Papadimitriou | Griechenland | 76,61      | 74,77      | x          | 76,61 |
| 5     | Maciej Pałyszko          | Polen        | 76,33      | x          | 70,11      | 76,33 |
| 6     | Wladyslaw Piskunow       | Ukraine      | 75,95      | 76,00      | 76,08      | 76,08 |
| 7     | Andrei Abduwalijew       | Usbekistan   | x          | 75,64      | 74,19      | 75,64 |
| 8     | Lance Deal               | USA          | 73,84      | 75,61      | 73,93      | 75,61 |
| 9     | Adrián Annus             | Ungarn       | 74,01      | 75,41      | x          | 75,41 |
| 10    | Wassili Sidorenko        | Russland     | 74,72      | 73,97      | x          | 74,72 |
| 11    | Alexei Sagorny           | Russland     | 70,58      | 74,00      | 74,63      | 74,63 |
| 12    | Christophe Épalle        | Frankreich   | 70,46      | 72,70      | 74,22      | 74,22 |
| 13    | Christos Polychroniou    | Griechenland | x          | x          | 74,02      | 74,02 |
| 14    | Heinz Weis               | Deutschland  | 73,51      | 73,19      | x          | 73,51 |
| 15    | Juan Ignacio Cerra       | Argentinien  | x          | 72,86      | x          | 72,86 |
| 16    | Libor Charfreitag        | Slowakei     | 71,10      | 72,52      | x          | 72,52 |
| 17    | Miloslav Konopka         | Slowakei     | 70,55      | x          | x          | 70,55 |
| 18    | Jan Bielecki             | Dänemark     | 68,56      | 70,46      | x          | 70,46 |
| 19    | Olli-Pekka Karjalainen   | Finnland     | 69,64      | x          | x          | 69,64 |
| 20    | Primož Kozmus            | Slowenien    | 68,83      | x          | 67,02      | 68,83 |
| 21    | Jud Logan                | USA          | 68,42      | 68,05      | x          | 68,42 |
| NM    | Nikolai Dawidow          | Kirgisistan  | x          | x          | x          | ogV   |

In der Qualifikationsgruppe B ausgeschiedene  Hammerwerfer:

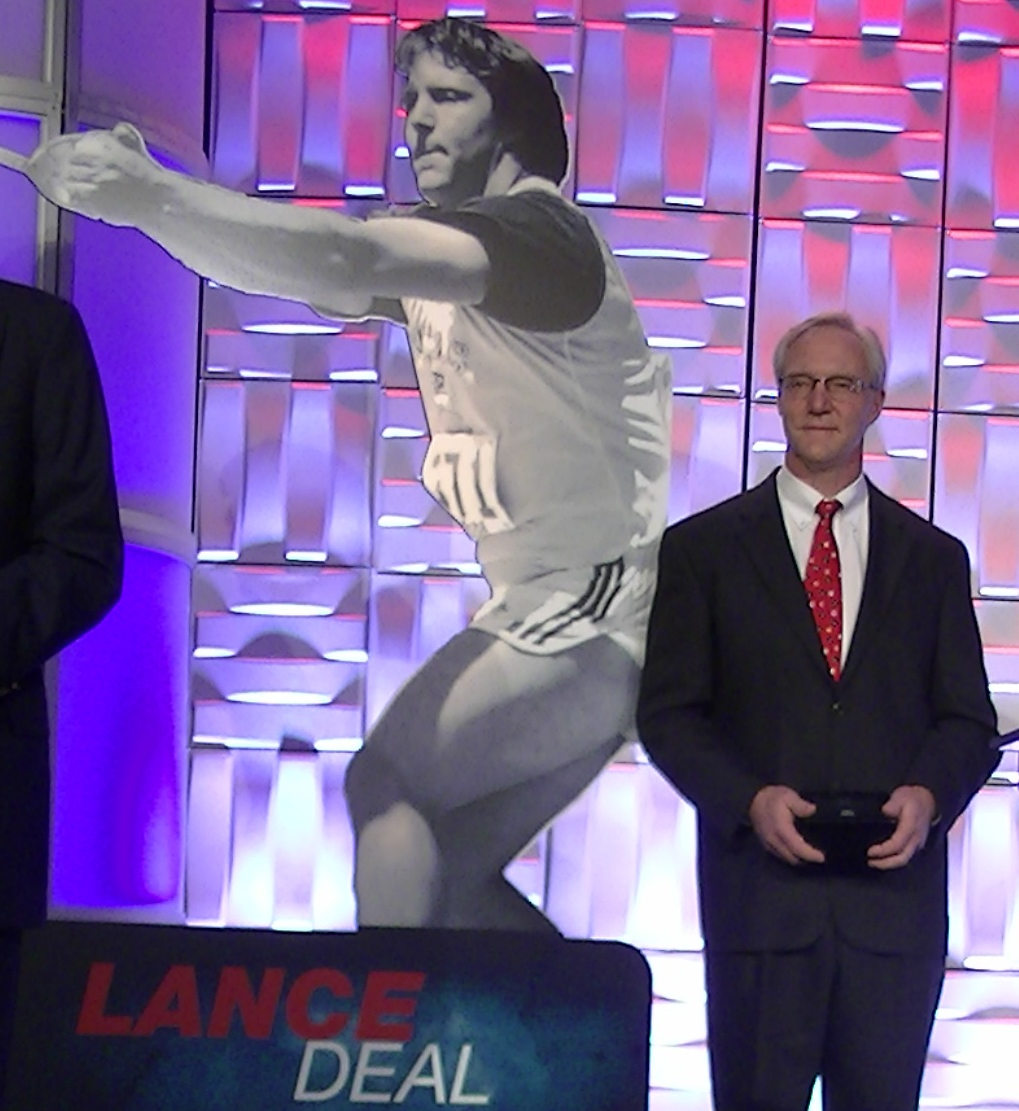
Lance Deal (hier neben seiner Statue Jahr 2014) – 75,61 m
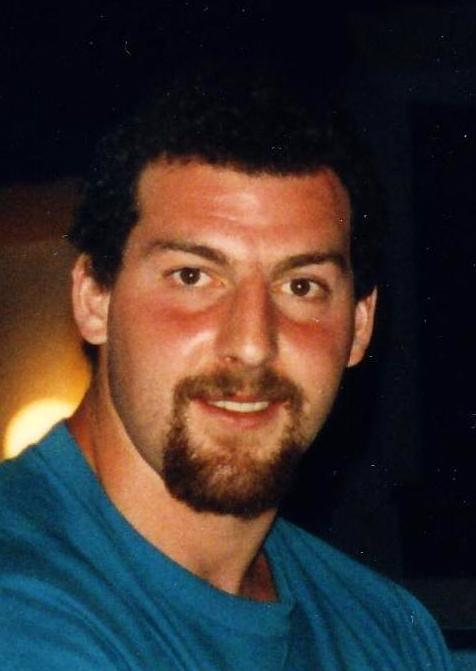
Christophe Épalle – 74,22 m
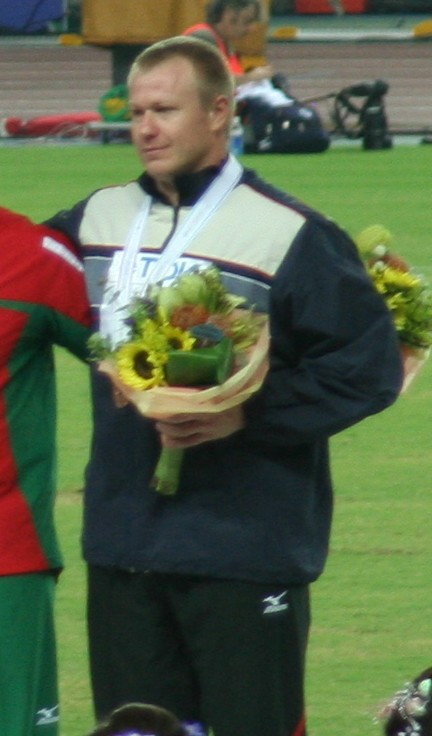
Libor Charfreitag – 72,52 m
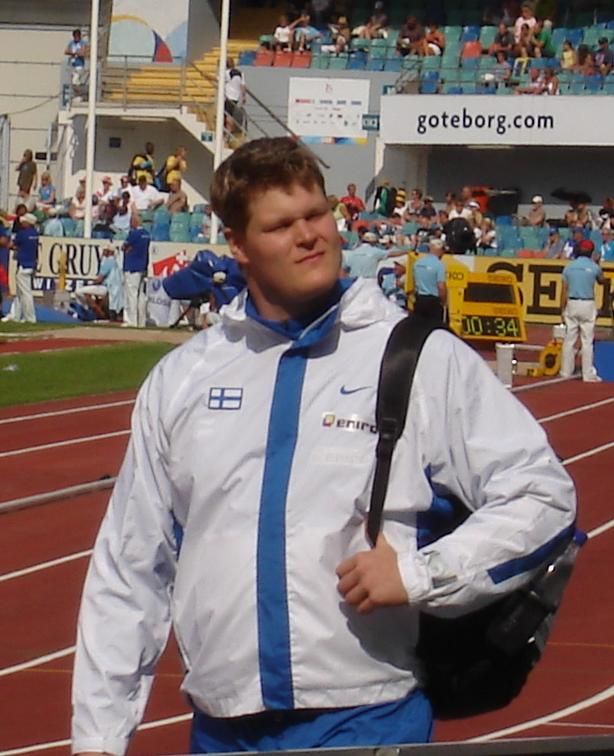
Olli-Pekka Karjalainen – 69,64 m
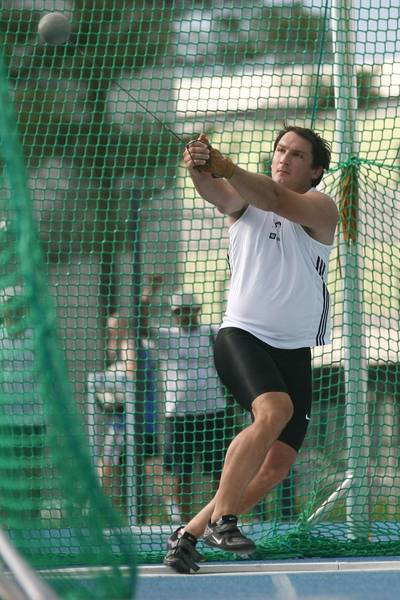
Primož Kozmus – 68,83 m

## Finale
24. September 2000, 20:50 Uhr
| Platz | Name                     | Nation       | 1. Versuch | 2. Versuch | 3. Versuch | 4. Versuch                             | 5. Versuch                             | 6. Versuch                             | Endresultat |
| ----- | ------------------------ | ------------ | ---------- | ---------- | ---------- | -------------------------------------- | -------------------------------------- | -------------------------------------- | ----------- |
| 1     | Szymon Ziółkowski        | Polen        | 74,89      | 79,87      | x          | 80,02                                  | 78,68                                  | 78,32                                  | 80,02       |
| 2     | Nicola Vizzoni           | Italien      | 76,35      | 76,57      | 79,64      | 76,07                                  | 76,99                                  | x                                      | 79,64       |
| 3     | Ihar Astapkowitsch       | Belarus      | 74,98      | x          | 77,08      | x                                      | 79,17                                  | 79,06                                  | 79,17       |
| 4     | Iwan Zichan              | Belarus      | 78,85      | 78,11      | 79,17      | x                                      | 75,93                                  | x                                      | 79,17       |
| 5     | Ilja Konowalow           | Russland     | 78,56      | 78,12      | x          | x                                      | 72,78                                  | x                                      | 78,56       |
| 6     | Loris Paoluzzi           | Italien      | 78,18      | x          | x          | x                                      | 76,19                                  | x                                      | 78,18       |
| 7     | Tibor Gécsek             | Ungarn       | 75,25      | 76,99      | 77,70      | 75,81                                  | 77,06                                  | 76,82                                  | 77,70       |
| 8     | Vladimír Maška           | Tschechien   | 77,32      | 75,37      | 76,39      | 73,86                                  | x                                      | 75,52                                  | 77,32       |
|       |                          |              |            |            |            |                                        |                                        |                                        |             |
| 9     | Kōji Murofushi           | Japan        | x          | 76,24      | 76,60      | nicht im Finale der besten acht Werfer | nicht im Finale der besten acht Werfer | nicht im Finale der besten acht Werfer | 76,60       |
| 10    | Andrij Skwaruk           | Ukraine      | 71,60      | 75,50      | x          | nicht im Finale der besten acht Werfer | nicht im Finale der besten acht Werfer | nicht im Finale der besten acht Werfer | 75,50       |
| 11    | David Chaussinand        | Frankreich   | 74,24      | x          | 75,26      | nicht im Finale der besten acht Werfer | nicht im Finale der besten acht Werfer | nicht im Finale der besten acht Werfer | 75,26       |
| 12    | Alexandros Papadimitriou | Griechenland | x          | 73,30      | x          | nicht im Finale der besten acht Werfer | nicht im Finale der besten acht Werfer | nicht im Finale der besten acht Werfer | 73,30       |

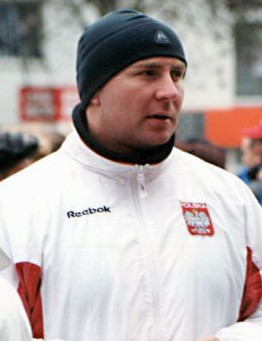
Olympiasieger Szymon Ziółkowski übertraf als einziger Werfer
die 80-Meter-Marke

Für das Finale hatten sich zwölf Athleten qualifiziert, fünf von ihnen über die Qualifikationsweite, sieben weitere über ihre Platzierungen. Teilnehmer waren zwei Italiener, zwei Weißrussen und jeweils einer aus Frankreich, Griechenland, Japan, Polen, Russland, Tschechien, der Ukraine und Ungarn.
Einige hoch eingeschätzte Athleten wie der deutsche Weltmeister Karsten Kobs, der US-Amerikaner Lance Deal, der ungarische Vizeweltmeister Zsolt Németh und der WM-Dritte Wladyslaw Piskunow aus der Ukraine waren bereits in der Qualifikation gescheitert. So fiel es schwer, einen Favoritenkreis für dieses Finale auszumachen. Sicherlich gehörten der ungarische Europameister und WM-Vierte Tibor Gécsek sowie Andrij Skwaruk aus der Ukraine als WM-Fünfter von 1999 und Vizeweltmeister von 1997 dazu.
Das Finale wurde unter widrigen Bedingungen durchgeführt. Nur einem Athleten, dem Polen Szymon Ziółkowski, gelang mit 80,02 m ein Wurf über die 80-Meter-Marke. Ziółkowski gewann die Goldmedaille vor dem Italiener Nicola Vizzoni, der seine Bestweite von 79,64 m im dritten Versuch erzielte. Mit 79,17 m ging die Bronzemedaille an den Weißrussen Ihar Astapkowitsch. Sein Landsmann Iwan Zichan erzielte die exakt gleiche Weite, hatte aber den schlechteren zweitbesten Versuch mit 78,85 m gegenüber Astapkowitschs 79,06 m. Der Russe Ilja Konowalow belegte Rang fünf, der Italiener Loris Paoluzzi wurde Sechster.
Es war ein enges Finale mit sehr knappen Abständen. Die Qualität litt deutlich unter den schwierigen äußeren Bedingungen mit sonnigen, vor allem jedoch regnerischen Abschnitten.
Szymon Ziółkowski war der erste polnische Olympiasieger und Medaillengewinner im Hammerwurf der Männer.

Nicola Vizzoni gewann die erste Medaille für Italien in dieser Disziplin.

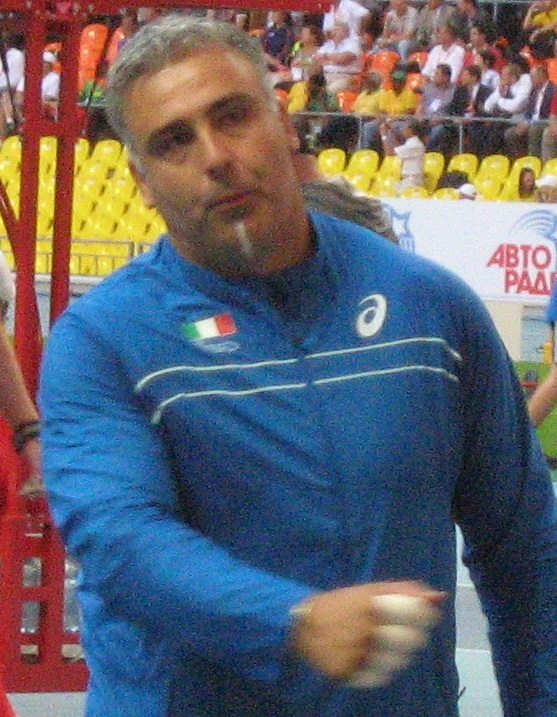
Silbermedaillengewinner Nicola Vizzoni
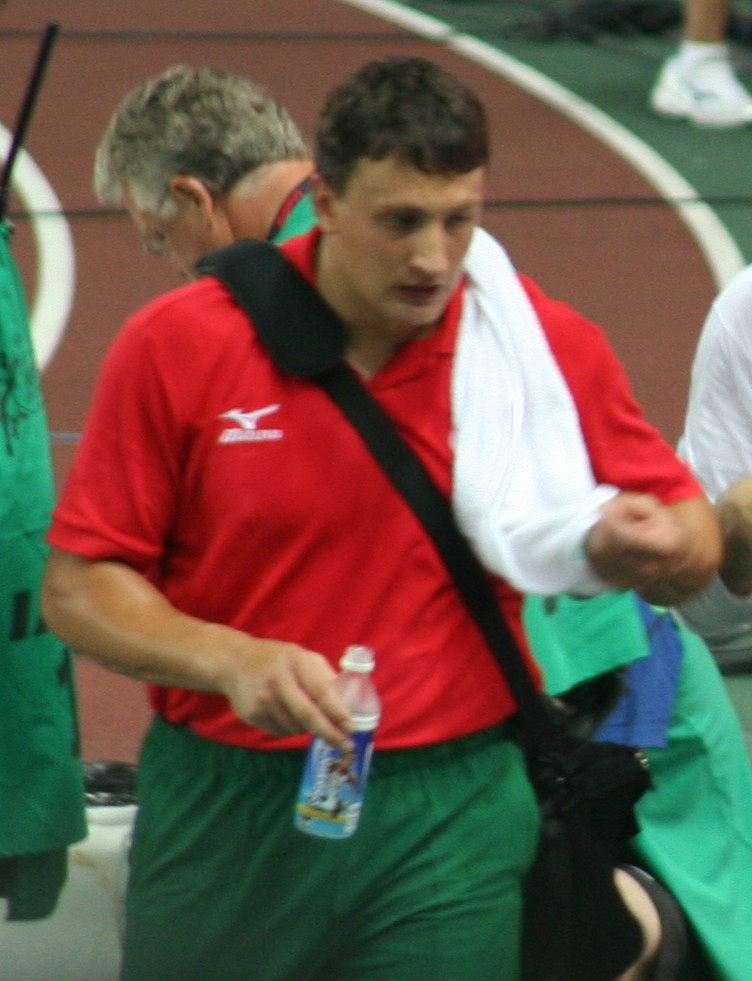
Iwan Zichan belegte im Finale Rang vier
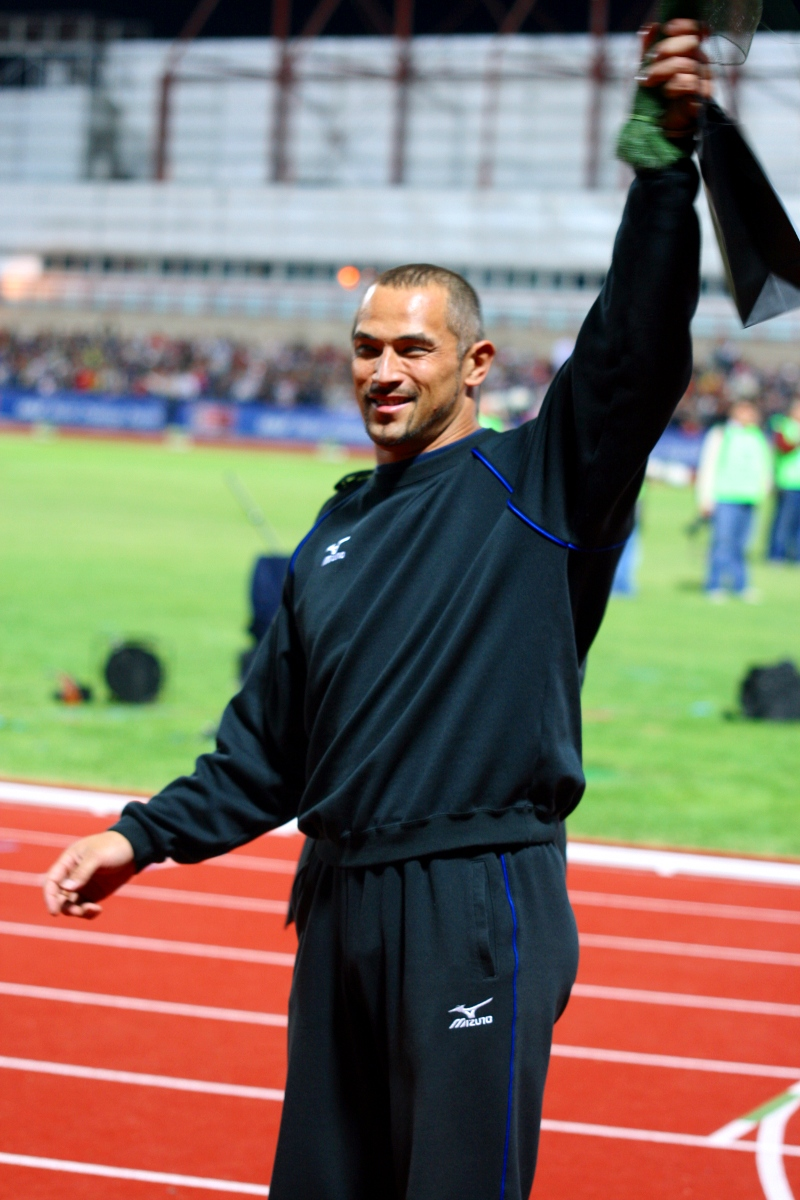
Kōji Murofushi wurde Olympianeunter

## Videolinks
- skvaruk hammer thow olympics 2000, youtube.com, abgerufen am 1. Februar 2022
- hammer throw astapkovich olympics 2000, Hammerwurf-Bronzemedaillengewinner, youtube.com, abgerufen am 2. April 2018
- Hammer Throw - Ziolkowski Sydney 2000 warmup, Einwerfen unter widrigen Wetterverhältnissen, youtube.com, abgerufen am 2. April 2018